# Salto (Rundfunk)

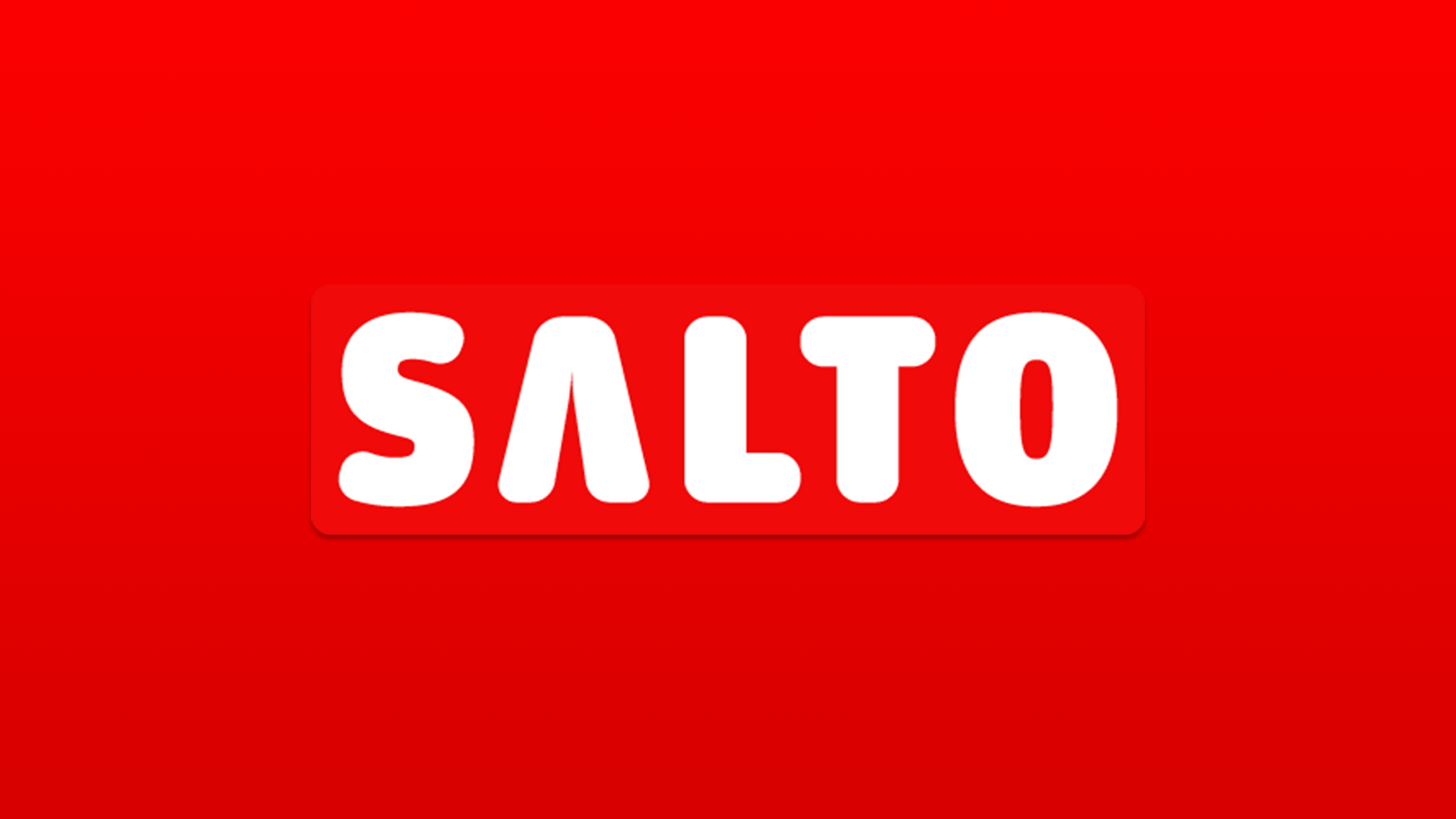
Logo von SALTO

SALTO (Stichting Amsterdamse Lokale Televisie Omroep) ist ein 1984 gegründeter Inhaber mehrerer öffentlicher Rundfunkfrequenzen im Raum Amsterdam. Er soll medialen Zugang für alle Meinungen bieten und fördert Bürgerbeteiligung. Er betreibt seit 2006 mehrere eigene Fernseh- und Radiosender. Zunächst in einem ehemaligen Kühllagerhaus (Pakhuis de Zwijger), hat aber auch in die ersten Etage der Openbare Bibliotheek Amsterdam (OBA) eine Dependance.
SALTO gehört zusammen mit dem Lokalsender AT5 zum Publieke Omroep Amsterdam (POA). Zu diesem gehört auch FunX Amsterdam und der Concertzender.

## Plattform
SALTO dient als offene Plattform für verschiedene Modelle des Bürgerrundfunks, was gleichbedeutend damit ist, dass alle Einwohner Amsterdamer freie Programmbeiträge gestalten können. In einem wertfreien, demokratischen Umfeld erhalten Medienmacher aus verschiedenen Amsterdamer Gemeinschaften so eine Stimme. Jede Organisation oder Einzelperson kann Sendezeit kaufen oder erhalten. SALTO bietet Programmmachern die Möglichkeit, über die ihr zur Verfügung stehenden Kanäle zu senden und erhalten zudem technische Unterstützung und Schulungen.

## Verbreitungswege
SALTO steht verantwortlich hinter zwei Fernsehkanälen:
- SALTO1
- SALTO2

sowie vier Radiokanälen:
- Radio SALTO
- Caribbean FM
- RAZO
- Mokum Radio

Ausgestrahlt wird per UKW ausschließlich im Großraum Amsterdam. Jedoch kann man das Programm auch weltweit im Internet abrufen. 

## Öffentlicher Rundfunk in  Amsterdam
SALTO ist Teil des Öffentlichen Rundfunks Amsterdams. Hierzu zählen:
- Concertzender
- AT5
- FunX, in Zusammenarbeit mit lokalen Rundfunkanbietern in Den Haag, Rotterdam und Utrecht sowie der der NPO.